# Rosa Díaz García
Rosa Díaz García (Ceuta, 24 de julio de 1957) es una política española y presidenta del Estepona 2007. Fue alcaldesa del municipio de Estepona por el Partido Popular desde 2001 a 2003.

## Biografía
Cualificada en la rama de Administración de Formación Profesional y con tres años de graduado social, comenzó su carrera política en el Centro Democrático y Social, pasando posteriormente a ocupar el cargo de Secretaria de Organización del Partido Popular en Estepona, siendo concejal en la oposición con este partido entre 1995 y 1999.
En 2001 recibió la concejalía de Turismo, Fiestas y Servicios Sociales del Ayuntamiento de Estepona y poco después se convirtió en alcaldesa de la localidad tras una moción de censura pactada con antiguos miembros del Grupo Independiente Liberal. 
En 2010 fue imputada por un presunto delito contra la Administración Pública en relación con la venta de unos terrenos a un precio inferior al de mercado a través de la sociedad municipal Estepona XXI.